# Liste des monuments classés du gouvernorat de Nabeul
Cette liste des monuments classés du gouvernorat de Nabeul est une liste des monuments historiques et archéologiques protégés et classés du gouvernorat de Nabeul établie par l'Institut national du patrimoine de Tunisie.

## Liste
| Identifiant monument | Site                   | Monument                                                        | Adresse                | Date de classement | Décret           | Coordonnées                       | Illustration                                                    |                       |
| -------------------- | ---------------------- | --------------------------------------------------------------- | ---------------------- | ------------------ | ---------------- | --------------------------------- | --------------------------------------------------------------- | --------------------- |
| 21-1                 | Hammamet               | Dar Sébastien et son parc, siège du centre culturel de Hammamet | 97, rue des États-Unis | 15 janvier 2001    | 15 janvier 2001  | 36° 24′ 16″ nord, 10° 35′ 24″ est | Dar Sébastien et son parc, siège du centre culturel de Hammamet | Télécharger une image |
| 21-2                 | Borj Faouara           | Mausolée transformé en fortin à l'époque byzantine              |                        | 8 mai 1895         | 8 mai 1895       | 36° 30′ 57″ nord, 10° 26′ 10″ est | Image manquante Téléverser                                      | Télécharger une image |
| 21-3                 | Diar El Hajjej         | Nécropole romaine fouillée en 1914                              |                        | 3 mars 1915        | 3 mars 1915      | à géolocaliser                    | Image manquante Téléverser                                      | Télécharger une image |
| 21-4                 | Souk el-Abiod          | Restes d'enceinte                                               |                        | 1er mars 1905      | 1er mars 1905    | à géolocaliser                    | Restes d'enceinte                                               | Télécharger une image |
| 21-5                 | Sidi Achour            | Mosquée                                                         |                        | 3 mars 1915        | 3 mars 1915      | 36° 27′ 18″ nord, 10° 43′ 26″ est | Mosquée                                                         | Télécharger une image |
| 21-6                 | Ksar Ezzit             | Citadelle                                                       |                        | 6 janvier 1901     | 6 janvier 1901   | à géolocaliser                    | Image manquante Téléverser                                      | Télécharger une image |
| 21-7                 | Ksar Ezzit             | Thermes                                                         |                        | 6 janvier 1901     | 6 janvier 1901   | à géolocaliser                    | Image manquante Téléverser                                      | Télécharger une image |
| 21-8                 | Ksar Ezzit             | Basilique et baptistère                                         |                        | 6 janvier 1901     | 6 janvier 1901   | à géolocaliser                    | Image manquante Téléverser                                      | Télécharger une image |
| 21-9                 | Ksar Ezzit             | Nymphœum                                                        |                        | 6 janvier 1901     | 6 janvier 1901   | à géolocaliser                    | Image manquante Téléverser                                      | Télécharger une image |
| 21-10                | Thinissut              | Temple de Baal et Tanit                                         |                        | 13 mars 1912       | 13 mars 1912     | à géolocaliser                    | Image manquante Téléverser                                      | Télécharger une image |
| 21-11                | Kélibia                | Ancien fort appelé « Kasba »                                    |                        | 25 janvier 1922    | 25 janvier 1922  | 36° 50′ 16″ nord, 11° 06′ 57″ est | Ancien fort appelé « Kasba »                                    | Télécharger une image |
| 21-12                | Hammamet               | Kasbah                                                          |                        | 1er mars 1905      | 1er mars 1905    | 36° 23′ 40″ nord, 10° 36′ 45″ est | Kasbah                                                          | Télécharger une image |
| 21-13                | Hammamet               | Murailles arabes                                                |                        | 1er mars 1905      | 1er mars 1905    | 36° 23′ 43″ nord, 10° 36′ 47″ est | Murailles arabes                                                | Télécharger une image |
| 21-14                | Grombalia              | Abreuvoir                                                       |                        | 16 novembre 1928   | 16 novembre 1928 | à géolocaliser                    | Image manquante Téléverser                                      | Télécharger une image |
| 21-15                | Nabeul                 | Mosquée                                                         |                        | 3 mars 1915        | 3 mars 1915      | 36° 27′ 25″ nord, 10° 44′ 11″ est | Mosquée                                                         | Télécharger une image |
| 21-16                | Ksar Jemajeur          | Fort byzantin                                                   |                        | 13 mars 1912       | 13 mars 1912     | à géolocaliser                    | Image manquante Téléverser                                      | Télécharger une image |
| 21-17                | Ksar Jemajeur          | Grand mausolée                                                  |                        | 13 mars 1912       | 13 mars 1912     | à géolocaliser                    | Image manquante Téléverser                                      | Télécharger une image |
| 21-18                | Henchir Aïn Tébournouk | Enceinte byzantine                                              |                        | 16 novembre 1928   | 16 novembre 1928 | à géolocaliser                    | Image manquante Téléverser                                      | Télécharger une image |
| 21-19                | Henchir Aïn Tébournouk | Bassins et travaux hydrauliques entourant la source             |                        | 16 novembre 1928   | 16 novembre 1928 | à géolocaliser                    | Bassins et travaux hydrauliques entourant la source             | Télécharger une image |
| 21-20                | Henchir Aïn Tébournouk | Mausolée à un étage, à 1 500 mètres de la forteresse byzantine  |                        | 8 mai 1895         | 8 mai 1895       | à géolocaliser                    | Mausolée à un étage, à 1 500 mètres de la forteresse byzantine  | Télécharger une image |
| 21-21                | Henchir Aïn Tébournouk | Grand monument byzantin à trois portes                          |                        | 19 mars 1894       | 19 mars 1894     | 36° 31′ 59″ nord, 10° 27′ 23″ est | Grand monument byzantin à trois portes                          | Télécharger une image |
| 21-22                | Henchir Aïn Tébournouk | Porte monumentale située en avant du Grand Temple               |                        | 16 novembre 1928   | 16 novembre 1928 | 36° 31′ 59″ nord, 10° 27′ 24″ est | Porte monumentale située en avant du Grand Temple               | Télécharger une image |
| 21-23                | Bou Argoub             | Bassin d'eau de Menzel Bechou                                   |                        | 21 janvier 2021    | 21 janvier 2021  | à géolocaliser                    | Image manquante Téléverser                                      | Télécharger une image |
| 21-24                | Soliman                | Grande Mosquée                                                  |                        | 21 janvier 2021    | 21 janvier 2021  | à géolocaliser                    | Image manquante Téléverser                                      | Télécharger une image |
| 21-25                | Belli                  | Mosquée de Belli                                                |                        | 21 janvier 2021    | 21 janvier 2021  | à géolocaliser                    | Image manquante Téléverser                                      | Télécharger une image |
| 21-26                | Soliman                | Zaouïa Sidi Ali Azouz                                           |                        | 21 janvier 2021    | 21 janvier 2021  | à géolocaliser                    | Image manquante Téléverser                                      | Télécharger une image |
| 21-27                | El Haouaria            | Borj Adar                                                       |                        | 15 mars 2022       | 15 mars 2022     | à géolocaliser                    | Image manquante Téléverser                                      | Télécharger une image |
| 21-28                | El Haouaria            | Grottes et carrières puniques d'Al-Haouaria et leurs annexes    |                        | 15 mars 2022       | 15 mars 2022     | 37° 03′ 34″ nord, 10° 59′ 47″ est | Grottes et carrières puniques d'Al-Haouaria et leurs annexes    | Télécharger une image |
| 21-29                | Grombalia              | Domaine Neferis (palais et ses annexes)                         |                        | 15 mars 2022       | 15 mars 2022     | 36° 36′ 22″ nord, 10° 25′ 03″ est | Image manquante Téléverser                                      | Télécharger une image |
| 21-30                | Menzel Temime          | Nécropole punique et mausolée de Sidi Salem                     |                        | 15 mars 2022       | 15 mars 2022     | à géolocaliser                    | Nécropole punique et mausolée de Sidi Salem                     | Télécharger une image |
| 21-31                | Kélibia                | Nécropole punique de Mansoura                                   |                        | 15 mars 2022       | 15 mars 2022     | 36° 51′ 19″ nord, 11° 07′ 10″ est | Image manquante Téléverser                                      | Télécharger une image |